# Viéville-en-Haye
Viéville-en-Haye ist eine französische Gemeinde mit 140 Einwohnern (Stand 1. Januar 2022) im Département Meurthe-et-Moselle in der Region Grand Est (bis 2015 Lothringen). Sie gehört zum Arrondissement Toul und zum Kanton Le Nord-Toulois.

## Geographie
Viéville-en-Haye ist eine Nachbargemeinde von Thiaucourt-Regniéville und liegt etwa 20 Kilometer westlich von Pont-à-Mousson auf einer Höhe zwischen 270 und 357 m über NN.
Die Gemeinde liegt im Regionalen Naturpark Lothringen.

## Geschichte
Im Konflikt zwischen der Stadt Metz und dem Herzog von Lothringen 1427–1429 wurde Viéville zerstört. Erst Anfang des 16. Jahrhunderts wurde der Ort wieder aufgebaut. Im Ersten Weltkrieg fanden rund um Viéville-en-Haye schwere Kämpfe statt, im Ort gibt es u. a. ein ca. zwei Meter großes Mahnmal für die Gefallenen der 5. US-Division und zwei Soldatenfriedhöfe.

### Bevölkerungsentwicklung
| Jahr      | 1962 | 1968 | 1975 | 1982 | 1990 | 1999 | 2007 | 2019 |
| Einwohner | 151  | 159  | 133  | 124  | 125  | 150  | 163  | 141  |